# Stay Cool – Feuer & Flamme
Stay Cool ist eine US-amerikanische Komödie aus dem Jahr 2009 von Michael Polish.

## Handlung
Der berühmte Autor Henry McCarthy kehrt nach mehreren Jahren in seine alte Heimatstadt zurück, um dort auf seiner ehemaligen High School eine Abschlussrede zu halten. Dort trifft er auch auf seine alten Freunde, den Tätowierer Wino und „Big Girl“, einen homosexuellen Friseur, der sich selbst so bezeichnet.
In seinem ehemaligen Zimmer stößt Henry auf ein altes Jahrbuch, in dem seine damalige Flamme Scarlett Smith ihm ihre Telefonnummer hinterlassen hatte. Henry muss sich nun entscheiden, ob er bei ihr anrufen oder lieber die alte High-School-Zeit vergessen soll.

## Kritik
„Eine Art Teenagerfilm mit Erwachsenen erwartet den Zuschauer, wenn in dieser romantischen High-School-Komödie ein geistig jung gebliebener Herr in den besseren Jahren zurück in die Vergangenheit stolpert und plötzlich wieder bis zum Hemdkragen in das System High School mit all seinen zeitlosen Abgründen abtaucht. Hauptdarsteller Mark Polish schrieb auch das Drehbuch, Winona Ryder bezaubert als Scarlett, und Chevy Chase hat als Direktor die Lacher auf seiner Seite. Wer die Filme von John Hughes oder Todd Phillips mag, liegt hier richtig.“